# 2b2t

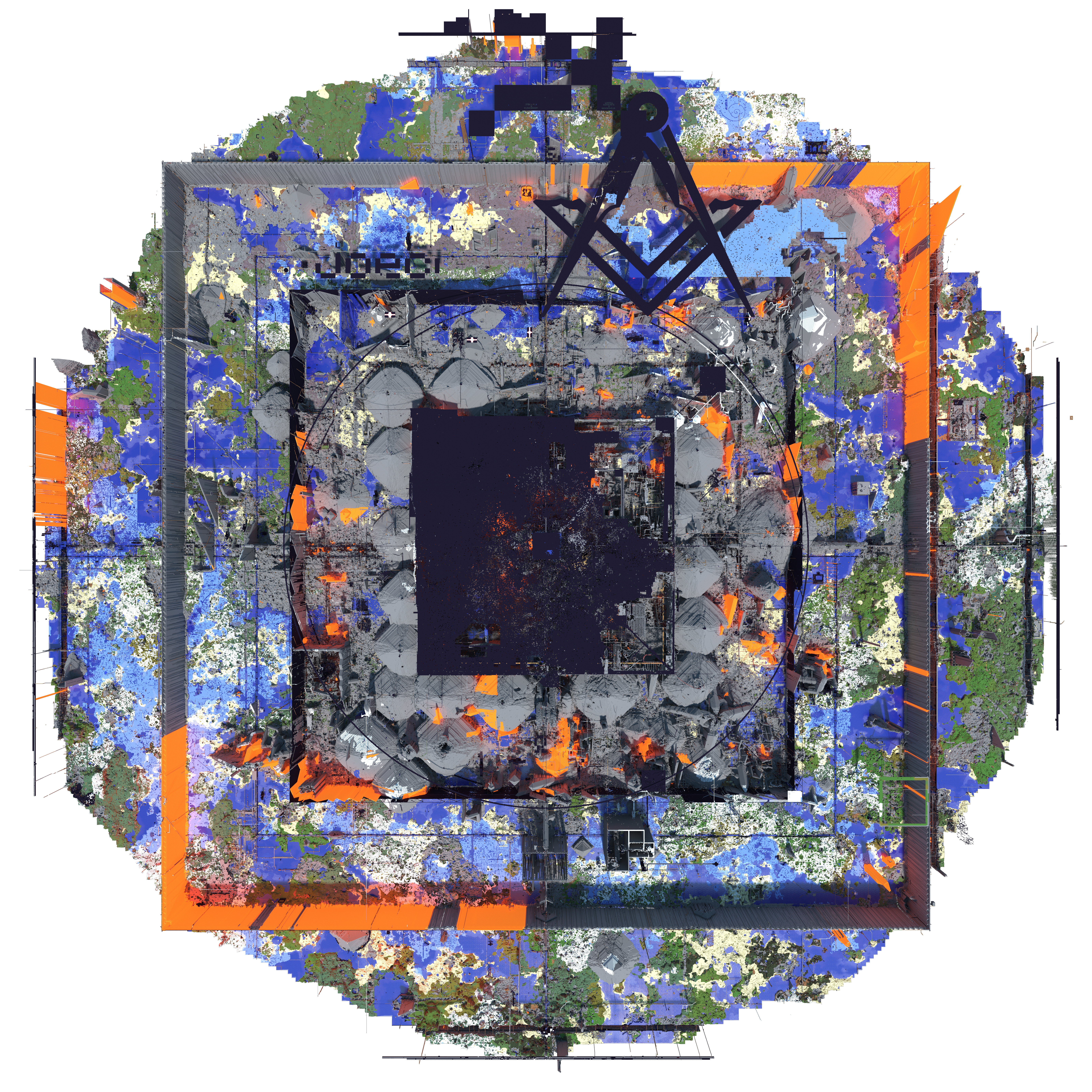
Область появи гравців на 2b2t станом на липень 2019 року, надана IronException на Reddit

2b2t (2 builders 2 tools) — один із найстаріших працюючих серверів, а також найстаріший анархічний сервер Minecraft. Світ 2b2t також є найстарішою серверною картою в грі, на якій жодного разу не було проведено вайп (очищення) з моменту її створення.
Сервер практично не має правил, тому скрізь на сервері зустрічаються гриферство і чітерство, які є, по суті, єдиним засобом вижити серед хаосу. Повідомлялося, що в жовтні 2015 року сервер займав понад 800 гб на диску і коштував 90 доларів в місяць за утримання. Це зумовлено тим, що гравцями за весь час існування вдалося дослідити більшу частину ігрового світу (площею 60 млн на 60 млн блоків), тобто завантажити величезну кількість чанків карти. За даними власника сервера, станом на квітень 2020 року, карта займає на диску 7468 гігабайт, а також налічується 456 213 унікальних гравців.

## Історія
У статті Брендана Колдуелла «Ridealong: The Ruin Of Minecraft's Most Obscene Server» Джеймс Растлс, гравець 2b2t і блогер, розповів про появу 2b2t.
Сервер 2b2t був створений в кінці грудня 2010 року, власник невідомий, але зазвичай його називають Hausemaster, Hausmaster або Housemaster. Сервер був розрекламований незабаром після його створення на онлайн-форумах, таких як Reddit і 4chan. Учасники форуму Facepunch Studios приєдналися до сервера і створили бази після посту на форумі в квітні 2011 року. Учасники з різних форумів почали здійснювати рейди один проти одного.
Ютубер TheCampingRusher 1 червня 2016 року завантажив на YouTube відео, в якому він грав на 2b2t, і незабаром після цього Hausmaster'ом була додана черга для входу на сервер внаслідок величезної хвилі нових гравців, викликаної популярністю відео. Деякий час старі гравці 2b2t отримували пріоритет у черзі перед новими гравцями, хоча це було припинено через рік. Гравці також можуть заплатити 20 доларів, щоб отримати доступ до пріоритетної черги на один місяць.

## Реакція
2b2t отримав змішані відгуки від засобів масової інформації. Багато новинних ресурсів хвалять анархічну природу сервера, але не люблять його непристойність і ворожість. Багато хто вважає його найгіршим сервером в Minecraft, включаючи Роберта Гатрі з Kotaku і Ендрю Пола з Vice, які описали цей сервер як «фантастичний світ можливостей і жахів». Брендан Колдуел з Rock, Paper, Shotgun описав 2b2t як непристойний сервер в грі. Крейг Пірсон з PCGamesN назвав його найнеприємнішим сервером Minecraft, зазначивши черствість і непристойність 2b2t у вигляді мови, свастик і токсичних гравців. Опублікована 3 червня 2012 року, це найперша згадка про 2b2t в ЗМІ. В 2013 році в ще одній статті PCGamesN від Джеремі Пила був анонсований Minecraft Realms. Він заявив, що це буде простим і безпечним способом утримання дітей подалі від 2b2t, що є наслідком складної і небезпечної природи сервера.
Ройзин Кіберд на The Independent і Newsweek описала сервер як темну сторону Minecraft, місце краси і жаху. Кіберд назвала сервер пеклом, заявивши, що він «небезпечний», оскільки сервер дає повну свободу дій для ваших найтемніших справ". Кіберд прийшла до висновку, що привабливість гри на сервері відбувається внаслідок того, що він витримав вороже середовище. У статті і відеоролику IGN 2013 року місце появи гравців 2b2t було названо однією з шести найкращих речей в Minecraft, що описує сервер як «фінального боса» серверів Minecraft, свято руйнування і байдужості. У статті була відзначена схильність 2b2t до гриферства, чітерства і непристойних дій гравців, а також зазначено, що гравці з товстою шкірою повинні відвідати 2b2t хоча б один раз. У статті Кетрін Апостолакус «Аналоги релігійного насильства в Minecraft» Апостолакус описала анархічну природу 2b2t як те, чим замислювався Minecraft. Вона описала, як багата історія розвивалася на сервері з моменту його заснування.